# Martine Franck
Martine Franck (* 2. April 1938 in Antwerpen; † 16. August 2012 in Paris) war eine belgische Fotografin. Sie war Mitglied der berühmten Fotoagentur Magnum Photos und Mitbegründerin der Fondation Henri-Cartier-Bresson.

## Biografie
Martine Franck verbrachte ihre Kindheit in England und den USA. Sie studierte von 1956 bis 1957 Geschichte an der Universität von Madrid und von 1958 bis 1962 an der École du Louvre in Paris.
Ihre ersten Erfahrungen als Fotografin machte sie 1963 im Fernen Osten. 1964 arbeitete sie als Fotoassistentin im Labor des Life-Magazins in Paris. Franck begann 1965 freiberuflich zu arbeiten. 1970 ging sie zur Agentur VU und gründete 1972 die Agentur Viva. Sie wurde 1980 außerordentliches Mitglied bei Magnum Photos und 1983 Vollmitglied.
Martine Franck war seit 1970 mit dem legendären Fotografen Henri Cartier-Bresson († 2004) verheiratet, einem der Mitbegründer von Magnum Photos. Sie verwaltete in der Fondation Henri-Cartier-Bresson unter anderem den Nachlass ihres Mannes und förderte andere Künstler. Aus der Ehe mit Cartier-Bresson ging eine Tochter (* 1972) hervor.
Francks fotografisches Werk ist, zumeist in schwarz-weißen Arbeiten, von einem subtil-surrealen Charakter gekennzeichnet (Le Brusc, Südfrankreich, 1976). Sie fertigte Porträtaufnahmen an, machte Reportagen und richtete ihr Kameraobjektiv auch auf Landschaftsmotive. Oder sie suchte, ganz in der Tradition Cartier-Bressons, den spontanen Schnappschuss mit hintergründigem Humor.
Martine Frank starb Mitte August 2012 im Alter von 74 Jahren.

## Veröffentlichungen
- John Berger, Martine Franck: Von Tag zu Tag, aus dem Englischen von Marion Kagerer, Schirmer/Mosel, München 2000, ISBN 3-88814-913-4

## Ausstellungen
- La vie et la mort d’Arles festival, Frankreich 1980
- Martine Franck Photographe, Musée de la Vie romantique, Paris, 2004
- Les Rencontres d’Arles festival, Frankreich, 2004
- Venus d’ailleurs, Maison européenne de la photographie, Frankreich, 2011